# Medium Term Conflict Detection
Medium Term Conflict Detection ist ein vorausschauendes Air-Traffic-Konflikt-Warnsystem für Fluglotsen, das einen Zeithorizont von bis zu 20 Minuten abdeckt.
Das System umfasst folgende Funktionen:
- Erkennung einer möglichen Unterschreitung der Abstandsregeln von mindestens zwei Flugzeugen
- Erkennung von einem unbefugten Eintritt eines Flugzeugs in gesperrten Flugraum
- Erkennung des Falls, dass zwei Flugzeuge wechselseitig ihren Flugraum blockieren. Hier besteht zuwar keine Kollisionsgefahr, aber die Flugräume können meist effizienter verwendet werden

Nach einer Erkennung eines der Probleme wird der Fluglotse davon in Kenntnis gesetzt. Dies passiert in der Regel durch eine Anzeige in einem Display oder durch ein auditives Signal.
Der Begriff beschreibt kein festes System, es fallen alle Geräte darunter, die in irgendeiner Form die Funktionen abdecken.